# Det Danske Gartnerimuseum
Det Danske Gartnerimuseum lå i Beder, hvor der udstilledes redskaber og hjælpematerialer fra væksthusgartneri, frilandsgartneri, planteskoler og blomsterbutikker.
På museet kunne ses en blomsterforretning fra 1930 med alle de hjælpemidler, som var nødvendige for at holde en butik i gang frem til 1960.
Museet rummede desuden en samling bøger og tidsskrifter fra 1800-tallet og op til nu, der har relation til gartnerfaget.
Det danske Gartnerimuseum blev nedlagt 12. april 2023, og samlingerne er overdraget til Det Grønne Museum i Auning.